# Paolo Beltraminelli

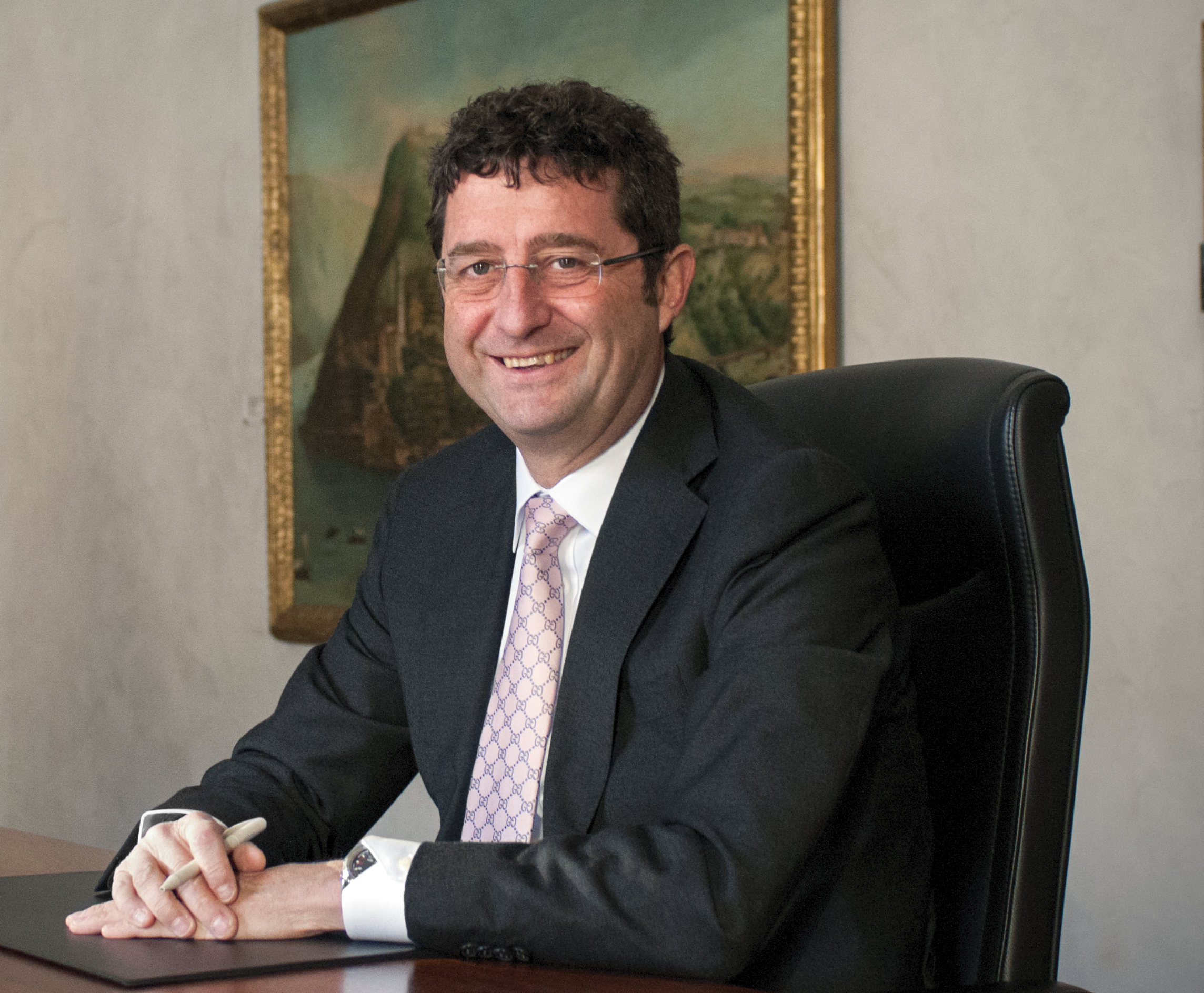
Paolo Beltraminelli

Paolo Beltraminelli (* 20. September 1961 in Sorengo, heimatberechtigt in Bellinzona) ist ein Schweizer Ingenieur, Politiker, Tessiner Grossrat und ehemaliger Staatsrat der Christlichdemokratischen Volkspartei (CVP).

## Werdegang
Er schloss 1986 sein Studium der Landtechnik an der ETH Zürich ab und ist ETH-Ingenieur. Als Mitglied der Demokratischen Volkspartei trat er 1991 in den Tessiner Grossrat ein und war Leiter der PPD-Gruppe sowie Mitglied der Verwaltungs- und Finanzkommission. Von 2000 bis 2004 war er Gemeinderat von Pregassona und seit April 2004 Mitglied des Gemeinderates der Stadt Lugano (Departement für Territorium, Flughafen, Stadtverwaltung und Sport) sowie Präsident des Verwaltungsrates der Firma Trasporti Pubblici Luganesi (TPL).
Bis zum Frühjahr 2011 war er Direktor des Ingenieurstudios Tunesi in Pregassona. Seit dem 10. April 2011 ist er Staatsrat und Direktor des Gesundheit und Soziales Departements. Im Jahr 2017 wurde er für den Skandal um die Nichtbewerbung um die Übertragung wichtiger Managementaufgaben an die Firma Argo 1 verantwortlich gemacht. Am 7. April 2019 wurde er nicht mehr als Staatsrat gewählt.